# Коршиков Олександр Аркадійович
Олекса́ндр Арка́дійович Ко́ршиков (нар. 9 листопада 1889, Суми — пом. 1942, Харків) — український радянський ботанік, альголог, професор (1926).

## Біографія
У 1915 закінчив Харківський університет. У 1924–1934 завідував кафедрою ботаніки, у 1934 — 1941 рр.. — кафедрою нижчих рослин біологічного факультету Харківського університету.. Науковий співробітник Інституту ботаніки (червень 1941).
Був страчений фашистами за участь у партизанському русі під час Другої світової війни. Похований у Харкові.

## Наукова діяльність
Дослідження присвячені морфології, систематиці та історії розвитку прісноводних водоростей, особливо забарвлених джгутикових. Відкрив оогамний статевий процес і наявність скорочувальних вакуолей у протококкових водоростей, спеціально займався групою вольвоксових. Вивчав альгофлору України, Горьковського краю, Кольського півострова та ін.

## Праці
- К морфологии полового процесса в группе Volvocales, «Архив Русского протистологического об-ва». 1923, т. 2, стор. 179—94.
- Protocnlorinae, новая группа зеленых Flagellata, там же, стор. 148—69.